# Day One (ビル)
Day 1は、ワシントン州シアトルの、レノーラストリートと7番街にあるオフィスビル。デニー・トライアングル地区のAmazonの本社として使用される3つのタワーの一つである。Amazon Tower IIやRufus 2.0 Block 19としても知られる。
「Day 1」という名称は過去にAmazonのサウスレイクユニオンキャンパスの2つのビルに使用されていたが、今は両方とも改名されている。ビル東側のファサードには「Hello World」と読める大きなサインが取り上げられている。この建設計画は最近のダウンタウンでの建築ブームの中2016年に完成した建築物としては最も高額のものである。
このビル内ではAmazon Goのテストも行われている。